# Sprængning af Træer i Dyrehaven
Sprængning af Træer i Dyrehaven er en dansk dokumentarisk optagelse foretaget af Peter Elfelt.

## Handling
Store træer i Dyrehaven fældes ved sprængning, for at gøre plads til udstykning.